# Аксу-Джабагли

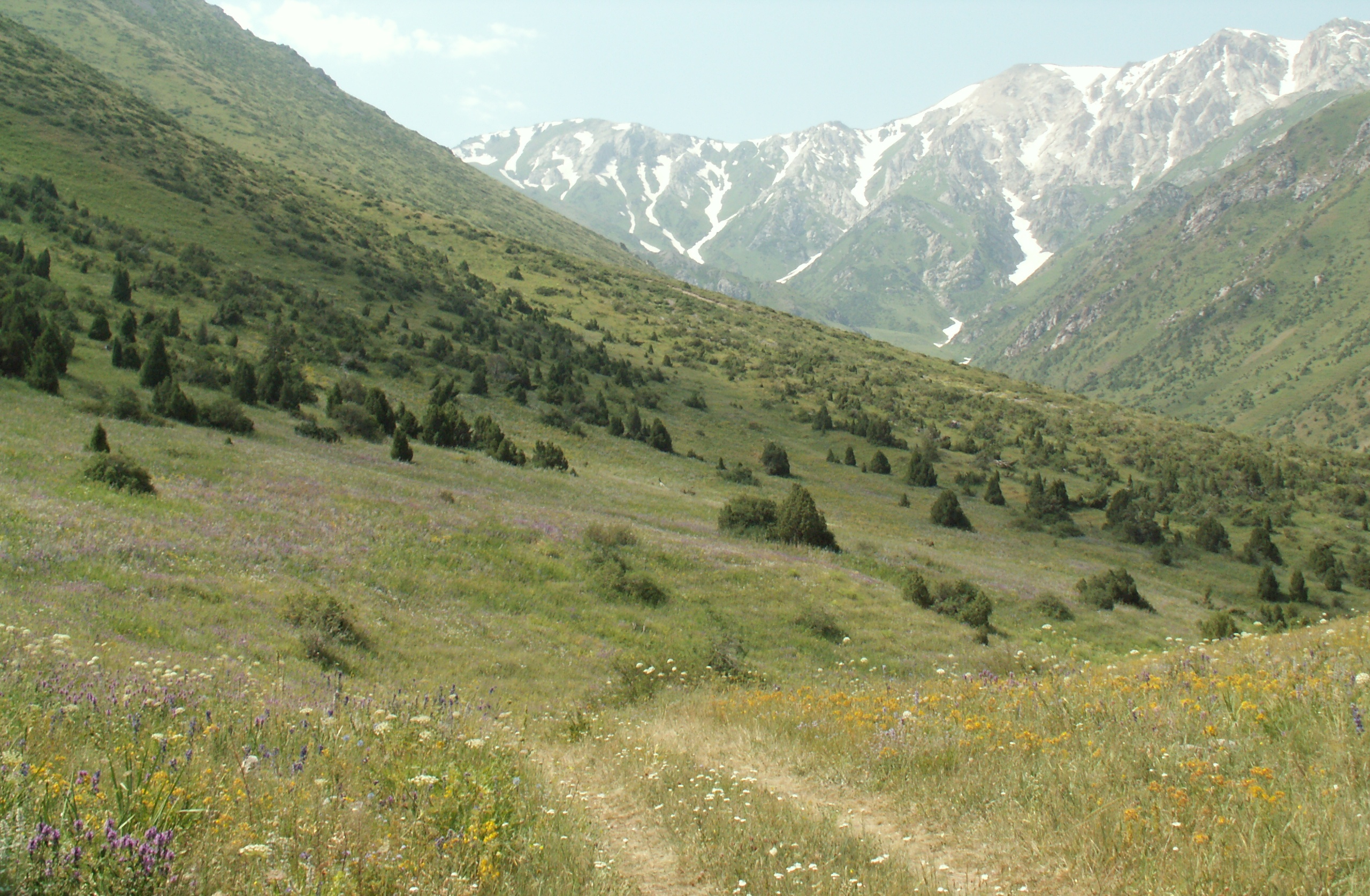
Заповідник Аксу-Джабагли

Аксу́-Джабагли́ — заповідник в Казахстані, в Туркестанській області.
Заповідник утворений у велетенській ущелині між Талаським Алатау та Угамським хребтом, в гірській системі Тянь-Шаню. Територію заповідника обмежовують 2 річки — Аксу та Джабагли (звідси і назва).
Заповідник внесено до числа природних резерватів, що знаходяться під егідою ЮНЕСКО.

## Географія
Аксу-Джабаглинський природний заповідник розташований на заході хребта Таласький Алатау в Західному Тянь-Шані на території Толебійського та Тюлькубаського районів Туркестанської області та Жуалінського району Жамбильської області. Територія заповідника розташована в меридіональному напрямку на відстані 53 км (від 70°18' до 70°57' східної довготи), в широтному напрямку — 41 км (42°08' — 42°30' північної широти за системою координат 1942 р.).
Загальна площа заповідника становить 128 118,1 га. Більша частина території заповідника розташована на території Туркестанської області, тоді як уряд Жамбильської області менше втручається і має менший вплив на діяльність заповідника. На відстані 120 км на північний захід від основної території, на території Алгабаського району Туркестанської області, знаходяться дві відокремлені палеонтологічні ділянки заповідника — «Ауліє» та «Карабастау» загальною площею 220 га. Центральна садиба заповідника знаходиться на відстані 17 км від залізничної станції Тюлькубас та 19 км від районного центру с. Турара Рискулова.

## Історія
Дата створення: 14 липня 1926 року.
Гори західного Тянь-Шаню (Туркестану) приваблювали багатьох науковців-природничників.
У 1936—1946 роках тут працював відомий український зоолог Павло Янушко (1905—1964?), який відзначився в той період дослідженнями екології бабака Мензбіра та розробками методик обліку гірських козлів. Ним же створеню анотовані переліки птахів (1936—1939, амфібій і плазунів (1946), ссавців (1965).

## Рослинний світ
У заповіднику зростають приблизно 1 200 видів різноманітних рослин. Серед найпоширеніших виділяються арча зеравшанська та запашна, яблуня дика, верба, береза тянь-шанська та кучерява, мигдаль ніжний (у каньйоні річки Аксу), горобина перська, виноград дикий, ліана-ломиніс, гайок дивовижний, едельвейси (на вершинах гір).

## Тваринний світ
В заповіднику мешкає 7 видів риб, 3 види земноводних, 11 видів плазунів, 52 види ссавців, понад 250 видів птахів.
Ссавці представлені в заповіднику 52 видами. Тут поширені такі види як бабак Мензбіра (ендемік зах. Тянь-Шаню), їжатець індійський, заєць-толай, сарна азійська, свиня дика, козел гірський (казахська назва — тау-теке), архар (підвид муфлона), барс сніговий (ірбіс), ведмідь бурий тянь-шанський.
Різноманітною є фауна птахів: тут їх налічують 260 видів, у тому числі близько 130 гніздових. Особливо слід виділити мухоловку райську (Terpsiphone paradisi).